# آورانکو
آورانکو (به لاتین: Avrankou) یک منطقهٔ مسکونی در بنین است که در استان اومه واقع شده‌است. آورانکو ۱۵۰ کیلومتر مربع مساحت و ۱۲۸٬۰۵۰ نفر جمعیت دارد.